# Bensen X-25
De Bensen X-25 was een Amerikaans experimenteel of X-vliegtuig gebaseerd op de Bensen B-8, een kleine eenpersoons autogiro die in de jaren 50 van de 20e eeuw in de Verenigde Staten werd ontwikkeld. De productie van de B-8 stopte in 1987, maar ging voor thuisbouwers nog door tot in ieder geval 2007. Het ontwerp was een verfijning van de Bensen B-7. Beide toestellen werden in 1955 eerst als rotorvlieger gebouwd, dus zonder motor, vanaf 6 december in dat jaar vloog de gemotoriseerde versie, de B-8M (M van gemotoriseerd). Het ontwerp bleek erg populair met duizenden verkochte toestellen over een periode van dertig jaar.

## Ontwerp en ontwikkeling
Het ontwerp van de B-8 was erg minimalistisch: een zitplaats voor de piloot, een enkele staartvin, een rotor en (in de gemotoriseerde versies) een motor.
In mei 1968 werden een B-8 en een B-8M bestudeerd door de USAF binnen het Discretionary Descent Vehicle-programma (DDV, letterlijk: discreet afdalingsvoertuig) als resp. de X-25B en X-25A. De bedoeling was om schietstoelen van vliegtuigen uit te rusten met een kleine autogiro of rotorvlieger om piloten die hun toestel moesten verlaten meer controle te geven over waar ze zouden neerkomen.
De X-25A en B werden gebruikt om uit te zoeken welke voorwaarden er nodig waren wat betreft besturing en training voor deze autogiro’s. Er zijn nooit volledig uitgevoerde testvluchten uitgevoerd. Met het einde van de Vietnamoorlog stopte ook het DDV-programma.
Eén B-8M, de Spirit of Kitty Hawk (registratienummer N2588B), kopieerde de originele eerste vlucht van de Wright Flyer bij de zestigjarige herdenking van deze vlucht. Hetzelfde toestel werd door Igor Bensen zelf gevlogen van mei 1967 tot juni 1968 om twaalf wereld- en Amerikaanse records scherper te zetten voor autogiro’s (snelheid, afstand, hoogte); meer records dan ooit voor een niet-militair rotortoestel.

## Varianten van de B-8

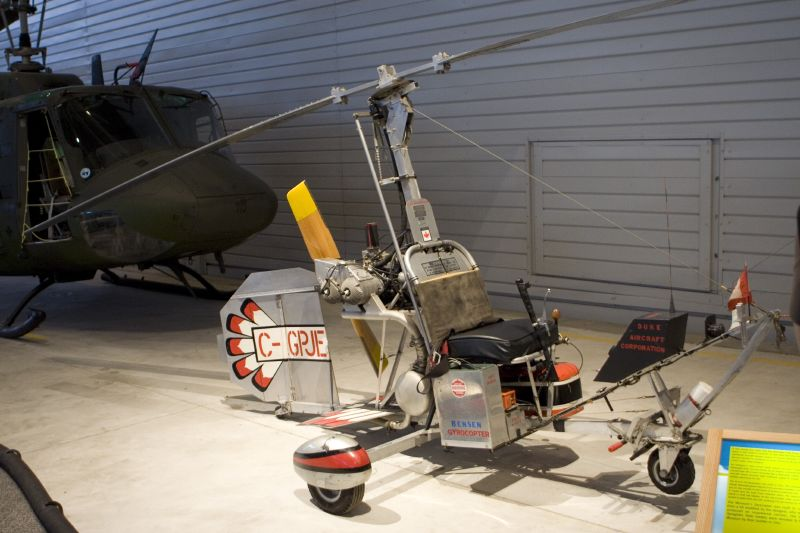
Bensen B-8M in het Canada Aviation Museum

- B-8 Gyro-Glider – ongemotoriseerde rotorvlieger om voorgetrokken te worden door een auto.
- B-8B Hydro-Boat - B-8 met een volledige bootromp om voorgetrokken te worden door een boot.
- B-8M Gyro-Copter - standaard gemotoriseerde versie, het meest verkochte productietype, gewoonlijk voorzien van een McCulloch 4318-motor.
  - B-8MH Hover-Gyro – dubbel, coaxiaal rotorontwerp met gemotoriseerde onderste rotor en autoroterende bovenste rotor. Kon zweven. Aparte motoren voor propeller en onderste rotor.
  - B-8MJ Gyro-Copter – gemodificeerde B-8M voor "jump"-starts door kort het motorvermogen naar de bovenste rotor te sturen.
  - B-8MW Hydro Copter - B-8M met drijvers.
  - X-25A - B-8M onderzocht door de USAF. Enige model (serienummer 68-10770): eerste vlucht op 5 juni 1968. Is te bezichtigen in het National Museum of the United States Air Force op Wright-Patterson Air Force Base.
- B-8 Super Bug - gelijk aan de B-8M maar met een extra motor om de rotor vóór de start op gang te brengen.
  - B-8HD Super Gyro-Copter – doorontwikkeling van de Super Bug, vloog voor het eerst in 1979 met een hydraulische aandrijving om de rotor vooraf aan te drijven, dus zonder tweede motor.
- B-8V - B-8 aangedreven door een luchtgekoelde Volkswagenmotor.
- B-8W Hydro-Glider – met drijvers uitgeruste B-8 om te worden gesleept achter een boot.
- X-25B - B-8 onderzocht door de USAF. Het enige exemplaar (serienummer 68-10771); vloog voor het eerst op 23 januari 1968 en staat nu tentoongesteld in het AFFTC Museum op Edwards Air Force Base.